# La nave (opera)

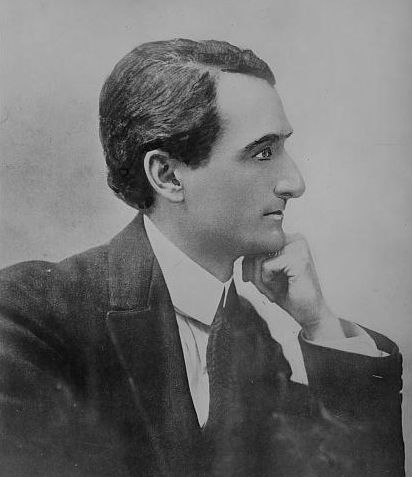
Il compositore Italo Montemezzi

La nave è un'opera in un prologo e tre atti del compositore italiano Italo Montemezzi. Il suo libretto in lingua italiana è stato adattato da Tito Ricordi dall'omonima tragedia di Gabriele D'Annunzio del 1908. Ha debuttato alla Scala di Milano il 3 novembre 1918.

## Prima rappresentazione
L'opera debuttò alla Scala di Milano il 3 novembre 1918, diretta da Tullio Serafin. La nave è un'opera contenente temi fortemente patriottici e imperialistici, e la fortuna sembrava sorridere alla sua prima esecuzione quando, dopo le conclusioni del primo e del secondo atto, la rappresentazione fu interrotta dagli annunci che le truppe italiane erano entrate rispettivamente a Trento e Trieste, segnalando così la fine del coinvolgimento dell'Italia nella prima guerra mondiale. In seguito si sviluppò un mito secondo cui La nave era stata un grande successo popolare nel 1918. La fonte di questo errore sembra essere un'affermazione fatta da Serafin su Opera News nel 1953: "La nave fu ricevuta così come - forse meglio poi - [il grande successo di Montemezzi] L'Amore [dei tre re]. ... è stato accolto con caloroso entusiasmo dalla critica di tutti i giornali milanesi". Infatti Serafin non ricordava bene, e nessuna delle recensioni è stata particolarmente entusiasta. La critica ha elogiato la scrittura orchestrale e corale di Montemezzi, ma ha criticato l'opera per essere insufficientemente melodica, per avere uno stile troppo germanico e per essere basata su una fonte inadatta. La recensione più positiva apparve sul Corriere della Sera (attribuita a Renato Simoni da David Chandler) e descrisse l'opera come un "sincero successo" popolare, ma notò anche che la risposta del pubblico era stata "solo occasionalmente molto entusiasta."

## Esibizioni successive
Seguirono produzioni a Chicago nel 1919 e Verona nel 1923. Fu ripreso anche a Roma nel 1938, ma molti fattori hanno militato contro il successo a lungo termine dell'opera. Era estremamente costosa da mettere in scena, a causa dei suoi grandi cori, scenari stravaganti e, soprattutto, il requisito di avere una nave a grandezza naturale che si dirige verso il mare, sul palco, nell'atto finale. Anche i ruoli principali sono molto difficili. Inoltre, la retorica estremamente violenta e aggressivamente imperialista di La nave sembrava fuori luogo dopo la caduta di Mussolini alla fine della seconda guerra mondiale.
La nave è stata rappresentata a New York City dal Teatro Grattacielo in concerto il 31 ottobre 2012, la prima volta che l'opera è stata ascoltata negli Stati Uniti da quando Montemezzi l'ha diretta a Chicago nel 1919.

## Ruoli
| Ruolo                | Tipo di voce | Cast di prima: 3 novembre 1918 Direttore : Tullio Serafin |
| -------------------- | ------------ | --------------------------------------------------------- |
| Basiliola            | soprano      | Elena Rakowska                                            |
| Orso Faledro         | basso        | Giulio Cirino                                             |
| Marco Gràtico        | tenore       | Edoardo Di Giovanni (Edward Johnson)                      |
| Sergio Gràtico       | baritono     | Francesco Cigada                                          |
| Gauro Pietro Orseolo | tenore       | 'Sconosciuto'                                             |
| Zosimo               | basso        | Oreste Carozzi                                            |